# Кім Геварт
Кім Геварт (нід. Kim Gevaert, 5 серпня 1978) — бельгійська легкоатлетка, олімпійська медалістка.
На Пекінській Олімпіаді естафетна команда Бельгії в бігу 4 по 100 метрів фінішувала другою, але їм були присуджені золоті медалі через дискваліфікацію російської команди.

## Виступи на Олімпіадах
| Олімпіада  | Дисципліна              | Місце     |
| ---------- | ----------------------- | --------- |
| Афіни 2004 | біг на 100 метрів       | 7 h2 r3/4 |
| Афіни 2004 | біг на 200 метрів       | 6         |
| Афіни 2004 | естафета 4 x 100 метрів | 6         |
| Пекін 2008 | біг на 100 метрів       | 7 h2 r3/4 |
| Пекін 2008 | естафета 4 x 100 метрів | 1         |